# Endometriální karcinom
Endometriální karcinom, karcinom endometria, rakovina endometria je zhoubný nádor vnitřní výstelky dělohy – endometria – a druh rakoviny děložního těla. Celosvětově je sedmým nejčastějším zhoubným onemocněním, mnohem častějším (až desetinásobně) se vyskytujícím ve vyspělých, než v rozvojových zemích. V severní Americe a Evropě je nejčastějším zhoubným nádorem ženské pohlavní soustavy a čtvrtým nejčastějším zhoubným nádorem vůbec. V posledních letech jeho výskyt roste; zároveň se však prodlužuje i doba přežití (5roční přežití ve více než 80 % případů).
Nejčastěji se vyskytuje u starších žen po menopauze, což je i příčinou jeho včasného odhalení a dobré prognózy (objevení krvácivosti z rodidel ženy po menopauze). K dalším rizikovým faktorům patří dlouhodobá terapie estrogeny, obezita, bezdětnost (závažnější ve spojení s neplodností) či léčba Tamoxifenem. Riziko naopak snižují početné porody (ochranný účinek progesteronu), kouření a užívání hormonální antikoncepce.

## Patologie

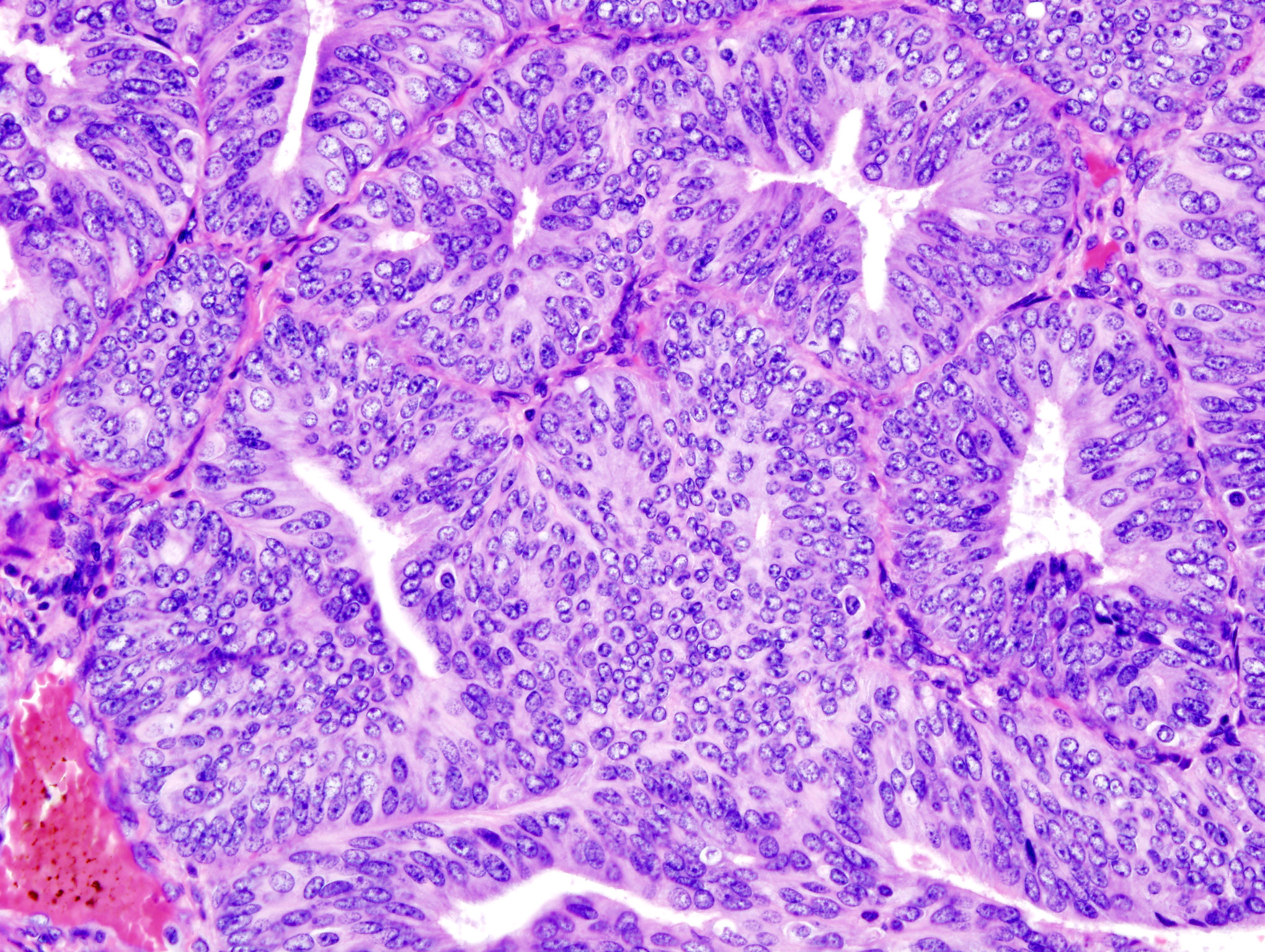
Histopatologické zobrazení endometrioidního anenokarcinomu

Přibližně 80 % všech endometriálních karcinomů je čistě žlázového typu. Klasifikace Světové zdravotnické organizace (WHO) rozeznává tyto typy:
- Endometrioidní adenokarcinom (50 %, většinou nízký až střední stupeň malignity)
  - typ s epidermoidní diferenciací (adenoakantom)
  - viloglandulární typ
  - sekreční typ
  - s buňkami s ciliemi (řasinkami)
- Mucinózní adenokarcinom
- Serózní adenokarcinom/papilární serózní karcinom (18 %, vysoký stupeň malignity, nejagresivnější typ)
- Světlobuněčný karcinom (1–6 %, vysoký stupeň malignity)
- adenoskvamózní karcinom (8 %)
- epidermoidní karcinom
- karcinom z přechodných buněk
- malobuněčný karcinom
- nediferencovaný karcinom

Značná část případů karcinomů s nižším stupněm malignity vzniká postupnou transformací z endometriální hyperplazie, která se proto považuje za prekancerózu; její rozvoj je spojený s dlouhodobou stimulací estrogeny.
Naopak asi 10 % karcinomů má vysoký stupeň malignity, nemají vztah k estrogenu a jsou spojené spíš s atrofií endometria.
V 8 % případů je endometriální karcinom spojený s karcinomem vaječníku. Metastazuje převážně lymfogenní cestou do intrapelvických lymfatických uzlin (nejdříve obturátorové, později lymfatické uzliny podél vnějších a společných iliackých cév a paraaortální). Izolované postižení paraaortálních lymfatických uzlin je vzácné.

## Příznaky
Nejčastějším a základním příznakem je objevení se abnormálního krvácení z dělohy, nejčastěji u žen po menopauze. Takovéto krvácení může mít velké množství jiných příčin; je to však včasný a zároveň výrazný příznak, který ženu rychle přivede ke gynekologovi. Výsledkem je včasná diagnóza tohoto onemocnění a následně jeho dobrá prognóza.

## Diagnostika

### Ultrazvuk
Při abnormálním gynekologickém krvácení je metodou první volby transvaginální sonografické vyšetření (USG). Tloušťka endometria u ženy po menopauze nepřesahuje 5 milimetrů (obě vrstvy dohromady). O tom, zda žena s abnormálním krvácením a normální tloušťkou endometria zjištěnou při sono vyšetření má nebo nemá podstoupit další invazivní vyšetření se v současnosti vede debata.
Sonografické vyšetření má menší význam u žen po menopauze užívající estrogeny a žen v plodném věku, neboť tloušťka endometria je u nich proměnlivá.

### Biopsie endometria
Jednoduchý invazivní test, spočívající v odebrání drobného útržku endometria na histologické vyšetření. Někdy je nutné přistoupit až ke kyretáži pod hysteroskopickou kontrolou. Vzhledem k riziku rozsevu nádorových buněk po pobřišnici by se neměla vykonat u žen, kde je z předcházejícího vyšetření vysoké podezření na endometriální karcinom.

### Magnetická rezonance
Cílem vyšetření na magnetické rezonanci je stanovit rozsah primárního nádoru, zejména stupeň jeho prorůstání do svaloviny dělohy. Základem jsou T2 vážené sekvence ve třech na sebe kolmých rovinách (sagitální, axiální v rovině dlouhé osy těla dělohy, koronární - kolmá na dlouhou osu) a T1 vážená sekvence po podání kontrastní látky v alespoň jedné z rovin. Nádor se po jejím podání sytí méně než okolní endometrium (je hypointenzní). Ideální je použít dynamické vyšetření po podání kontrastní látky s použitím 2D ultra-rychlých sekvencí (např. VIBE nebo turboFLASH) z důvodu časového rozdílu mezi postkontrastním sycením vnitřní a vnější vrstvy svaloviny - ideální čas je 120-150 sekund po podání, kdy je nejlepší kontrast mezi nádorem a výrazně se sytící vnitřní vrstvou svaloviny dělohy. Jelikož 3D sekvence vzhledem ke své fyzikální konfiguraci mají rozhodující fázi sběru údajů v polovině svého průběhu, pokud se použije 5 minut trvající 3D sekvence, tak tomuto ideálnímu času plně vyhovuje.
Karcinom endometria je v T2 vážení v porovnání s myometriem hyperintenzní, v porovnání s endometriem mírně hypointenzní. Když je nádor malý a má charakter polypu v dutině dělohy, je odlišení jeho zhoubnosti nebo nezhoubnosti často problematické. Nezhoubné polypy endometria obsahují centrálně fibrotické jádro, které má nižší intenzitu než okraj polypu – tento nález je však málo specifický a proto nespolehlivý.
Pro prorůstání karcinomu do svaloviny dělohy je charakteristická nepravidelná kontura hranice endometriálně-junkční zóny v T2 vážení a v T1 vážení po podání kontrastní látky nebo až přerušení junkční zóny; jako hluboká invaze se označuje prorůstání více než poloviny tloušťky myometria. Podezření na infiltraci endocervikálních žláz vyvolává šíření signálové intenzity, charakteristické pro tumor z dutiny dělohy do endocervikálního kanálu s jeho rozšířením, a porušení kontury endocervikálního epitelu. Stromální invaze se zobrazí v podobě prorůstání karcinomu do hypointenzní svaloviny (junkční zóny) děložního čípku.
Posuzování postižení lymfatických uzlin pánve použitím kritéria velikosti uzliny nad 10 milimetrů v krátké ose, má nízkou citlivost (cca 50 %). Citlivost se bohužel u tohoto typu karcinomu významně nezvyšuje ani používáním speciální kontrastní látky na bázi USPIO.

### Počítačová tomografie
Počítačová tomografie se dá použít jako alternativní, ale méně přesná metoda, na určení rozsahu karcinomu endometria. Zejména nedokáže tak přesně určit stupeň a rozsah invaze karcinomu do svaloviny dělohy a do oblasti čípku.

## Staging
Určení stádia endometriálního karcinomu je před samotnou operací a histologickým vyšetřením nepřesné až ve 20 % případů. Základem stagingu je klasifikace FIGO a TNM klasifikace:
| TNM          | FIGO        | |
| ------------ | ----------- | --- |
| TX           | -           | Primární nádor (TU) se nedá posoudit                                                                                |
| T0           | -           | Bez důkazu přítomnosti primárního TU                                                                                |
| Tis          | -           | Karcinom in situ |
| T1           | stádium I   | TU ohraničený na tělo dělohy                                                                                        |
| T1a          | IA          | TU ohraničený na endometrium                                                                                        |
| T1b          | IB          | Infiltrace méně než 1/2 tloušťky svalové vrstvy (myometrium)                                                        |
| T1c          | IC          | Infiltrace více než 1/2 tloušťky myometria                                                                          |
| T2           | stádium II  | Postihnutí děložního čípku (TU se nešíří mimo dělohu)                                                               |
| T2a          | IIA         | TU postihuje jen žlázovou (endocervikální) část děložního čípku                                                     |
| T2b          | IIB         | TU infiltruje stroma děložního čípku                                                                                |
| T3 a/nebo N1 | stádium III | Šíření TU mimo dělohu, ohraničené na pánev (bez postižení konečníku nebo močového měchýře)                          |
| T3a          | IIIA        | Postihnutí serózy (viscerálního peritonea) dělohy a/nebo adnex a/nebo pozitivní cytologie z peritoneálního výplachu |
| T3b          | IIIB        | Šíření TU do pochvy (přímé přerůstání nebo mts)                                                                     |
| T3c          | IIIC        | Metastázy do intrapelvických a/nebo paraaortálních lymfatických uzlin                                               |
|              | stádium IV  | |
| T4           | IVA         | Šíření do močového měchýře a/nebo konečníku                                                                         |
| M1           | IVB         | vzdálené metastáze (s výjimkou mts do vagíny, peritonea panve a adnex)                                              |

K určení rozšíření choroby mimo pánev se používá počítačová tomografie, rozsah nádorového onemocnění v děloze je dobře posouditelný transvaginální ultrasonografií. Za nejpřesnější metodu předoperačního určení stupně prorůstání nádoru do myometria se dnes považuje magnetická rezonance.

## Léčba
Podle Alessandra Santina je léčba endometriálního karcinomu následující:

### Chirurgická léčba
Chirurgická léčba (hysterektomie (odstranění dělohy), oboustranná adnexektomie (odstranění vejcovodů a vaječníků), pokročilejších stádiích a vyšším stupni malignity i infrakolická omenektomie (odstranění tukové tkáně mezi střevními kličkami a přední břišní stěnou) a lymfadenektomie (odstranění lymfatických uzlin spojených s nádorem)) je metodou první volby u pacientek s málo pokročilým endometriálním karcinomem. Při včasném odhalení a dostatku zkušeností je možná i vaginální hysterektomie s laparoskopickou asistencí.

### Radioterapie
Radioterapie může být při tomto typu zhoubného nádoru tzv. externí (zdroj záření je mimo tělo pacientky) nebo tzv. brachyterapie (zdroj záření se zavádí do těla pacientky - v tomto případě přes pochvu do dutiny dělohy), či kombinovaná. Většinou se používá jako přídavná léčba, radikální jen v případě kontraindikace k operaci (například pro jiné vážné onemocnění).
Radioterapie před operací se v současnosti při této diagnóze standardně nepoužívá. Pooperační je však častá, s cílem zlikvidovat případnou mikroskopickou chorobu v oblasti pochvy a lymfatických uzlin a zničit tak riziko recidivy.
Celkový rozsah a typ radioterapie se odvíjí od stagingu a stupně malignity karcinomu.

### Chemoterapie
Chemoterapie je metodou volby u žen s pokročilým onemocněním (vzdálené metastázy). Používá se kombinace cisplatina + doxorubicin + karboplatina + paklitaxel. Ve stádiu klinických zkoušek je cílená imunoterapie.

## Prognóza
Nebyl zjištěn rozdíl v přežití u pacientek se symptomatickou (hubnutí, bolesti, krvácení) a asymptomatickou (zjištěnou kontrolami) recidivou. Přesto se pacientky kontrolují: první dva roky každé 3 měsíce, další tři roky každých 6 měsíců a následně jednou ročně.
Pětiroční přežití je při stádiu I 85%, při stádiu II 75%, III 45% a IV 25%. Karcinomy s vysokým stupněm malignity tvoří asi jen 10 % případů, ale jsou zodpovědné za více než 50 % recidiv a úmrtí.